# Classificazione tassonomica dei pesci
Tradizionalmente col termine Pesci si identificano tutti i Vertebrati acquatici non Tetrapodi, che vengono inclusi nella superclasse degli Agnati (pesci privi di mascelle) e in alcune classi di Gnatostomi viventi: Condroitti (pesci cartilaginei), Attinopterigi e Sarcopterigi. In precedenza questi ultimi due gruppi costituivano l'unica classe degli Osteitti (pesci ossei).
Nota bene: non tutti i biologi e gli scienziati seguono la stessa divisione tassonomica, pertanto esistono suddivisioni, famiglie, classi e sottoclassi che sono oggetto di discussione nel mondo accademico. In questa voce viene riportata una delle possibili classificazioni, terminante con gli ordini in cui vengono suddivise le varie classi di "pesci" e comprendente, quando è indicato, categorie tassonomiche intermedie. I nomi comuni sono posti tra parentesi e vengono talvolta elencate alcune delle specie tipiche di ogni ordine.
Regno Animalia (Animali)

Phylum Chordata (Cordati)

Subphylum Vertebrata (Vertebrati)
- - Myxini (missine)

## Infraphylum Agnatha
- -     - Superclasse Cyclostomata
    - Classe †Pteraspidomorphi
    - Classe †Conodonta (incertae sedis)
      - Ordine †Thelodonti
      - Ordine †Anaspida
      - Ordine †Galeaspida
      - Ordine †Pituriaspida
      - Ordine †Osteostraci[1]

## Infraphylum Gnathostomata (Gnatostomi)

### Classe Chondrichthyes (Condroitti o Pesci cartilaginei)

#### Sottoclasse Elasmobranchii
- Superordine Euselachii (Batoidei)
  - Rajiformes: razze e mante
  - Pristiformes: pesci sega
  - Torpediniformes: torpedini
- Superordine Selachimorpha (Selacimorfi)
  - Hexanchiformes: Squalo manzo
  - Squaliformes: squalo spinoso
  - Pristiophoriformes
  - Squatiniformes: squali angelo
  - Heterodontiformes
  - Orectolobiformes: squali nutrice, squalo balena
  - Carcharhiniformes: Squalo tigre, squalo leuca
  - Lamniformes: megamouth, squalo mako, squalo bianco, Megalodon

#### Sottoclasse Holocephali (Olocefali)
- Chimaeriformes (Chimere)

### Classe Actinopterygii (Attinopterigi)
Clade Cladistia
- Polypteriformes (Polipteriformi): Biscir

Clade Actinopteri

#### Sottoclasse Chondrostei
- Acipenseriformes (Acipenseriformi): storioni e pesce spatola

#### Sottoclasse Neopterygii

##### Infraclasse Holostei
- Lepisosteiformes (Lepisosteiformi): Pesce coccodrillo
- Amiiformes (Amiiformi)

##### Infraclasse Teleostei
- Superordine Osteoglossomorpha
  - Osteoglossiformes
  - Hiodontiformes
- Superordine Elopomorpha
  - Elopiformes
  - Albuliformes
  - Notacanthiformes
  - Anguilliformes: anguille
  - Saccopharyngiformes
- Superordine Clupeomorpha
  - Clupeiformes: aringhe e acciughe
- Superordine Ostariophysi
  - Gonorynchiformes: pesce latte
  - Cypriniformes: Barbi, carpe, Danio, pesci rossi, cobiti
  - Characiformes: caracidi, pesci matita, pesci accetta, piranha
  - Gymnotiformes: Gimnoto, pesci coltello
  - Siluriformes: Pesci gatto
- Superordine Protacanthopterygii
  - Salmoniformes: salmoni e trote
  - Esociformes: lucci
  - Osmeriformes
- Superordine Stenopterygii
  - Ateleopodiformes
  - Stomiiformes
- Superordine Cyclosquamata
  - Aulopiformes
- Superordine Scopelomorpha
  - Myctophiformes (Pesci lanterna)
- Superordine Lampridiomorpha
  - Lampriformes (Re di aringhe, Pesce re, pesci nastro)
- Superordine Polymyxiomorpha
  - Polymixiiformes
- Superordine Paracanthopterygii
  - Percopsiformes
  - Batrachoidiformes
  - Lophiiformes (rane pescatrici)
  - Gadiformes (Merluzzi)
  - Ophidiiformes
- Superordine Acanthopterygii
  - Mugiliformes (Mugilidi)
  - Atheriniformes(Aterinidi e Melanotenidi)
  - Beloniformes (pesci volanti)
  - Cetomimiformes
  - Cyprinodontiformes (Pecilidi e killifish)
  - Stephanoberyciformes
  - Beryciformes
  - Zeiformes
  - Gobiesociformes
  - Gasterosteiformes
  - Syngnathiformes (cavallucci marini, pesci pipa)
  - Synbranchiformes
  - Tetraodontiformes, (pesci palla)
  - Pleuronectiformes (sogliole)
  - Scorpaeniformes (scorfani e pesci scorpione, tracine)
  - Perciformes (comprendono il 40% delle specie viventi di pesci, tra cui ciclidi, osfronemidi, pesci persici, gobidi, molti tipi di pesce azzurro, merluzzi, labridi)

### Classe Sarcopterygii (Sarcopterigi)

#### Sottoclasse Tetrapodomorpha (ancestrali ai tetrapodi)
- -     - Kenichthys
    - Ordine Rhizodontida
    - Superordine Osteolepidida (o Osteolepiformes)
      - Famiglia Osteolepididae
        - Osteolepis

      - Famiglia Tristichopteridae
        - Eusthenopteron
        - Cabonnichthys
        - Mandageria

      -  ? Famiglia Megalichthyidae
      -  ? Famiglia Canowindridae
      - Elpistostegalia
        - Elpistostege
        - Panderichthys
        - Tiktaalik
        - Livoniana
        - Metaxygnathus
        - Ventastega
        - Superclasse Tetrapoda